# Suzumiya Haruhi
Suzumiya Haruhi (яп. 涼宮ハルヒ, すずみやハルヒ, укр. Судзумія Харухі) — серія ранобе Таніґави Наґару з ілюстраціями Іто Нойджі про пригоди ексцентричної школярки Судзумії Харухі та зібраний нею шкільний гурток, «Бригаду SOS». Перший том серії, «Меланхолія Судзумії Харухі», вийшов у 2003 році. Станом на  2025, усього вийшло 13 томів, останній з яких вийшов у 2024 році[⇨]. Серія стала бестселером серед ранобе, наклад усіх томів склав мільйони копій[⇨].
Прем'єра першого сезону аніме-адаптації від студії Kyoto Animation, теж названої «Меланхолія Судзумії Харухі», відбулася в Японії 2 квітня 2006 року. Загалом, до основної серії входять 2 сезони по 14 серій та фільм[⇨]. Аніме також привернуло значну увагу до франшизи та стало культовим[⇨]. Серії першого сезону аніме-серіалу спочатку транслювались у нелінійному порядку, але вже потім були випущені у хронологічному.
Крім серії ранобе, в минулому виходили дві манґи-адаптації, видання першої з яких невдовзі було припинено, а також кілька манґ-спінофів[⇨], деякі з яких отримали власні аніме-адаптації[⇨]. До франшизи також входять радіопостановки з участю сейю з аніме-адаптації та відеоігри[⇨].

## Сюжет
Головна героїня оповідання — Судзумія Харухі, учениця першого класу японської старшої школи. Попри те, що головна героїня Харухі, оповідання йде від імені Кьона — її однокласника. Кьон тільки перейшов в нову школу і під час першого уроку в новому класі помітив ексцентричну дівчину, яка сиділа за сусідньою партою. Вона у своєму вітанні повідомила, що її цікавлять тільки інопланетяни, люди з паралельних світів, гості з майбутнього та екстрасенси, яких вона шукає у своєму класі й чекає зустрічі з ними.
Пізніше Кьон дуже зацікавився цією дівчиною, що приголомшила його своїми дивацтвами. Він розпитав про неї у своїх однокласників та з'ясував, що вона практично ні з ким не спілкується і всіх ігнорує. Проте, Кьону вдається з нею поговорити, і після декількох невеликих бесід з ним, Харухі вирішує створити гурток «Бригада SOS» (яп. SOS団, кириліз.: Есу-о-есу дан) для пошуку інопланетян, гостей з майбутнього, людей з паралельних світів та інших надзвичайних істот і явищ, на базі літературного гуртка, в якому є лише Наґато Юкі. Назва клубу — це скорочення від «Бригада Судзумії Харухі для максимального оживлення світу» (яп. 世界を大いに盛り上げるための涼宮ハルヒの団, кириліз.: Секай о оойні моріаґеру таме но Судзумія Харухі но дан).
Надалі в нього вступають ще декілька членів. Через деякий час вони повідомляють Кьону, що всі вони не є звичайними людьми. Юкі пояснює, що вона є «гуманоїдним інтерфейсом», якого надіслали з космосу, Мікуру відправили з майбутнього, а Коїдзумі — екстрасенс. Всі вони стверджують, що саме їх існування можливе тільки тому, що Харухі захотіла цього, і від настрою Харухі залежить доля цього світу. Їх мета — робити все для того, щоб Харухі була задоволена, але при цьому у жодному випадку не можна говорити їй про її винятковість, оскільки інакше вона повірить, що все довкола ірраціональне і це приведе, на їх думку, до кінця світу.

## Головні персонажі
Кьон (яп. キョン)
Сейю: Суґіта Томокадзу
Однокласник Харухі і другий засновник «Бригади SOS». З певного часу в свідомості навколишніх він виявляється нерозривно пов'язаний з Харухі, оскільки є єдиним, з ким вона підтримує діалог. Цинічний, з постійним сарказмом в голосі. Виконує для Бригади SOS багато буденної роботи. «Кьон» — насправді не ім'я, а прізвисько, яке йому дала тітка, та поширила його сестра. Справжнє його ім'я невідомо, але в ранобе згадується, що його ім'я виразне і шляхетне. На відміну від інших персонажів, не має жодних здібностей, але є об'єктом спостережень організацій, через його вплив на Харухі.
Судзумія Харухі (яп. 涼宮 ハルヒ)
Сейю: Хірано Ая
Гіперактивна, непередбачувана та ексцентрична учениця першого класу старшої школи, саме через неї відбуваються усі події серіалу. Вона вступає в безліч клубів та за кілька днів їх покидає, попри домовленості з боку товаришів — їй усе здається дуже нудним. Звичайне шкільне життя — це останнє, що її цікавить. На перший погляд, може здатися, що Харухі байдужа до всіх, з ким вона має справу. А коли щось йде не так, як їй потрібно — починаються проблеми для навколишніх. Вона засновує «Бригаду SOS», з метою пошуку іншопланетян, екстрасенсів та гостей з майбутнього.
Наґато Юкі (яп. 長門 有希)
Сейю: Чіхара Мінорі
Єдина опинилася в «Бригаді SOS» не за ініціативою Харухі. Юкі була учасницею літературного гуртка, де вона виявилася єдиною учасницею, тому перейшла в бригаду Судзумії, надавши приміщення. Юкі завжди незворушна, спокійна, не виявляє ніяких емоцій і, схоже, взагалі уникає розмов — хоча і дає прямі відповіді, коли її питають. Окрім любові до читання і навчання її відрізняє талант до комп'ютерів. Беззаперечно виконує накази Судзумії, які б безглузді вони не були. Є іншопланетянкою та «гуманоїдним інтерфейсом», яку відправили для спостереження за Судзумією.
Асахіна Мікуру (яп. 朝比奈 みくる)
Сейю: Ґото Юко
Єдина вступила в Бригаду SOS проти власної волі, проте не перешкоджала цьому. За характером Мікуру дуже боязка і сором'язлива, по-дитячому наївна, завдяки чудовій фігурі та кавайній зовнішності має величезну популярність серед хлопців. Кьон вважає своїм обов'язком її захищати, і є від чого — Харухі ставиться до Мікуру як до власної ляльки та дуже часто своїми забавками доводить Асахіну мало не до сліз. Мікуру є мандрівницею в часі.
Коїдзумі Іцукі (яп. 古泉 一樹)
Сейю: Оно Дайсуке
Вступив в Бригаду SOS як «загадковий переведений учень», за визначенням Харухі. Іцукі постійно посміхається і завжди говорить у формально-ввічливій манері. Він схильний до довгих і докладних пояснень, що, як правило, супроводжуються активною жестикуляцією. Іцукі зізнався Кьону одного разу, що його зовнішня особистість і поведінка є штучними, зробленими, щоб відповідати враженням Харухі. Коїдзумі — екстрасенс з організації, що зветься «Агенцією».

## Ранобе
Перший том новел «Судзумія Харухі», (яп. 涼宮ハルヒ) авторства Таніґави Наґару з ілюстраціями Іто Нойджі, опублікувало видавництво «Kadokawa Shoten» 6 червня 2003 року у журналі The Sneaker. Пізніше, томи ранобе стали виходити самі по собі, окремими томами. Станом на червень 2025, вийшло 12 томів. Томи ранобе усі мають назви за шаблоном «Suzumiya Haruhi no…» (яп. 涼宮ハルヒの…, кириліз.: Судзумія Харухі но...), себто, «...Судзумії Харухі».
Новели ліцензовані в Тайвані та Китаї компанією Kadokawa Media, в Південній Кореї — Daiwon CI, в США компаніями Little Brown та Yen Press. Вихід першого тому серії англійською стався у квітні 2009 року.

### Список томів
| No. | Назва | Дата виходу (Японською) | Дата виходу (Англійською) |
| --- | --- | --- | --- |
| 1 | Меланхолія Судзумії Харухі (яп. 涼宮ハルヒの憂鬱, латиніз.: Suzumiya Haruhi no Yūutsu)                        | 6 червня 2003 978-4-04-429201-0 | 7 травня 2009 978-0-316-03901-7 (тверда обкладинка), ISBN 978-0-316-03902-4 (м'яка обкладинка)                                                        |
| Судзумія Харухі створює «Бригаду SOS», мета якої — «з особливою веселістю врятувати світ від нудьги». Для цього Судзумія шукає довкола прибульців і інших загадкових осіб, не підозрюючи, що все це знаходиться у неї перед носом. | | | |
| 2 | Зітхання Судзумії Харухі (яп. 涼宮ハルヒの溜息, латиніз.: Suzumiya Haruhi no Tameiki)                         | 30 вересня 2003 978-4-04-429202-7 | 1 жовтня 2009 978-0-316-03881-2 (тверда обкладинка), ISBN 978-0-316-03879-9 (м'яка обкладинка)                                                        |
| Бригада SOS створює фільм на шкільний фестиваль з Асахіною Мікуру в головній ролі. Наґато предстає в ролі злої інопланетянки, а Коїдзумі — телепата, сили якого Юкі хоче дістати. Саме такий сюжет придумала Харухі для фільму до шкільного фестивалю. Проте з якоїсь причини під час знімання межі між реальним і вигаданим світами почали поступово зникати. Завдання Кьона та інших — повернути рамки реального світу. | | | |
| 3 | Нудьга Судзумії Харухі (яп. 涼宮ハルヒの退屈, латиніз.: Suzumiya Haruhi no Taikutsu)                          | 27 грудня 2003 978-4-04-429203-4 | 1 липня 2010 978-0-316-03886-7 (тверда обкладинка), ISBN 978-0-316-03887-4 (м'яка обкладинка)                                                         |
| Нудьга Судзумії Харухі (яп. 涼宮ハルヒの退屈) — Бригада SOS бере участь в бейсбольному турнірі проти іншої команди. Рапсодія на бамбуковому листі (яп. 笹の葉ラプソディ) — 7 липня, в день танабати, Харухі та інші збираються на чергові збори і загадують бажання, як і належить в цей день. Пізніше Мікуру відправляє Кьона в минуле, щоб виконати одну дуже важливу місію. Загадковий знак (яп. ミステリックサイ) — раптово зникає президент комп'ютерного клубу і Бригада SOS вирішує розслідувати цей загадковий випадок. Синдром самотнього острова (яп. 孤島症候群) — Бригада SOS вирушає на далекий острів у відкритому морі, де опиняється в детективній історії.                                                                                             | | | |
| 4 | Зникнення Судзумії Харухі (яп. 涼宮ハルヒの消失, латиніз.: Suzumiya Haruhi no Shōshitsu)                      | 31 липня 2004 978-4-04-429204-1 | 2 листопада 2010 978-0-316-03890-4 (тверда обкладинка), ISBN 978-0-316-03889-8 (м'яка обкладинка)                                                     |
| 17 грудня був звичайний шкільний день. Скоро настає новий рік, тому у Харухі з'явилася ідея організувати вечірку з цього приводу. Проте, з якоїсь причини світ для Кьона наступного дня повністю змінився, після деяких сумнівів він зрозумів, що Харухі більше немає в його школі. Наґато тепер не прибулець, а Мікуру — звичайна школярка. Кьон тепер повинен з'ясувати куди ж поділася Харухі і що трапилося з іншими. | | | |
| 5 | Шаленство Судзумії Харухі (яп. 涼宮ハルヒの暴走, латиніз.: Suzumiya Haruhi no Bōsō)                           | 30 вересня 2004 978-4-04-429205-8 | 7 червня 2011 978-0-316-03882-9 (тверда обкладинка), ISBN 978-0-316-03884-3 (м'яка обкладинка)                                                        |
| Незкінченні вісім (яп. エンドレスエイト) — останні два тижні літніх канікул удалися на славу. Все було так добре, що Харухі захотіла, щоб вони ніколи не закінчувалися. День Стрільця (яп. 射手座の日) — голова комп'ютерного клубу викликає Бригаду SOS на змагання в комп'ютерній грі. Синдром засніжених гір (яп. 雪山症候群) — під час катання на лижах Бригада SOS стала жертвою незвичайної тварини. Юкі втрачає зв'язок з Об'єднанням Інформаційних Сутностей. Коїдзумі присягається, що Харухі тут ні при чому. | | | |
| 6 | Тривога Судзумії Харухі (яп. 涼宮ハルヒの動揺, латиніз.: Suzumiya Haruhi no Dōyō)                             | 31 березня 2005 978-4-04-429206-5 | 7 листопада 2011 978-0-316-03891-1 (тверда обкладинка), ISBN 978-0-316-03892-8 (м'яка обкладинка)                                                     |
| Live Alive (яп. ライブアライブ) — настав день шкільного фестивалю. Мікуру в своєму класі готує смажену локшину, а Харухі виступає на концерті групи ENOZ. Пригоди Мікуру Асахіни (яп. 朝比奈ミクルの冒険) — перший пробний перегляд фільму, подробиці створення якого описані в другому томі. Зачарований з першого погляду Коханець (яп. ヒトメボレ ＬＯＶＥＲ) — старий друг Кьона питає, що за дівчина гуляла з ним місяць тому. Виявляється, що йдеться про Наґато Юкі. Куди подівся кіт? (яп. 猫はどこに行った？) — Бригада SOS залучена до ще однієї детективної історії в засніжених горах. Меланхолія Асахіни Мікуру (яп. 朝比奈みくるの憂鬱) — Мікуру просить Кьона сходити з нею в магазин, щоб купити чайного листя. Схоже, що в цьому є приховане значення. | | | |
| 7 | Інтриги Судзумії Харухі (яп. 涼宮ハルヒの陰謀, латиніз.: Suzumiya Haruhi no Inbō)                             | 31 серпня 2005 978-4-04-429207-2 | 19 червня 2012 978-0-316-03895-9 (тверда обкладинка), ISBN 978-0-316-03896-6 (м'яка обкладинка)                                                       |
| Цей том — продовження сюжетної лінії четвертого тому (Зникнення Судзумії Харухі). Кьон вже повністю повірив, що всі наслідки зміни світу усунені, починається звичайна пора нового року. Однак, одного прекрасного дня він зустрічає Мікуру з недалекого майбутнього. Вона стверджує, що тим, хто послав її в цей час, був він сам. | | | |
| 8 | Обурення Судзумії Харухі (яп. 涼宮ハルヒの憤慨, латиніз.: Suzumiya Haruhi no Fungai)                          | 1 травня 2006 978-4-04-429208-9 | 20 листопада 2012 978-0-316-03900-0 (тверда обкладинка), ISBN 978-0-316-03899-7 (м'яка обкладинка)                                                    |
| Головний редактор (яп. 編集長★一直線) — через обрання нового президента шкільної ради ухвалюється рішення про ліквідацію літературного клубу і, як наслідок, Бригади SOS. Єдиний вихід — Бригада SOS повинна стати групою письменників і виправдати літературний клуб, опублікувавши результати своєї роботи. Тепер Харухі — головний редактор. Блукання Тіні (яп. ワンダリング・シャドウ) — один школяр звертається в Бригаду SOS з проханням вирішити одну загадку, пов'язану з незвичайною місцевістю в парку, яка дивним чином впливає на сусідських собак. | | | |
| 9 | Дисоціація Судзумії Харухі (яп. 涼宮ハルヒの分裂, латиніз.: Suzumiya Haruhi no Bunretsu)                      | 1 квітня 2007 978-4-04-429209-6 | 18 червня 2013 978-0-316-03893-5 (тверда обкладинка), ISBN 978-0-316-03894-2 (м'яка обкладинка)                                                       |
| Після початку другого року навчання, Кьон зустрічається з однією подругою з молодшої школи (Сасакі). Тоді він ще не підозрював, що ця зустріч може змінити долю всього світу. Це перший том, в якому розповідається про дві незалежні часові лінії, що хронологічно відбуваються в один час. | | | |
| 10 | Подив Судзумії Харухі (перша частина) (яп. 涼宮ハルヒの驚愕 (前), латиніз.: Suzumiya Haruhi no Kyōgaku (Zen)) | 25 травня 2011 (обмежене видання) 15 червня 2011 (звичайне видання) 978-4-04-429210-2 (обмежене видання) ISBN 978-4-04-429211-9 (звичайне видання) | 19 листопада 2013 978-0-316-03898-0 (тверда обкладинка), ISBN 978-0-316-03897-3 (м'яка обкладинка)                                                    |
| Продовження попереднього тому. В часовій лінії α, з ініціативи Харухі, відбуваються вступні випробування до Бригади SOS. Одна школярка блискавично їх проходить та прагне стати новим членом Бригади. В часовій лінії β Юкі Наґато захворіла — Бригада SOS піклується про неї. Але Кьон, в свою чергу, кілька разів зустрічається з групою Сасакі — так званою альтернативою Бригади SOS, що прагне передати надприродні здібності від Харухі до Сасакі. Із самого початку очікувалося, що книга вийде 1 червня 2007 року, проте через «різні обставини» термін виходу був відкладений на невизначений час. | | | |
| 11 | Подив Судзумії Харухі (друга частина) (яп. 涼宮ハルヒの驚愕 (後), латиніз.: Suzumiya Haruhi no Kyōgaku (Go))  | 25 травня 2011 (обмежене видання) 15 червня 2011 (звичайне видання) 978-4-04-429210-2 (обмежене видання) ISBN 978-4-04-429212-6 (звичайне видання) | 19 листопада 2013 978-0-316-03898-0 (тверда обкладинка), ISBN 978-0-316-03897-3 (м'яка обкладинка)                                                    |
| Продовження попереднього тому (друга частина). Події двох часових ліній розгораються далі та досягають кульмінації — їх персонажі зустрічаються у кімнаті Бригади SOS в один час. При цьому Кьон з α лінії бачить Кьона з β лінії і вони перетворюються на єдиного Кьона. Персонажі виплутуються з виру роздвоєння простору та часу й історія двох незалежних часових ліній завершується. | | | |
| 12 | Інтуїція Судзумії Харухі (яп. 涼宮ハルヒの直観, латиніз.: Suzumiya Haruhi no Chokkan)                         | 25 листопада 2020 978-4-04-110792-8 | 25 листопада 2020 (електронна книжка) 22 червня 2021 (фізична копія) 978-1-9753-2255-7 (тверда обкладинка), ISBN 978-1-9753-2256-4 (м'яка обкладинка) |
| Випадкові числа (яп. あてずっぽナンバーズ) — розповідь про візит Бригади SOS до храму. Під час подорожі сандалі Харухі ламаються і Кьон виносить її з переповненого храму на своїй спині. Сім загадок в овертаймі (яп. 七不思議オーバータイム) — Харухі захоплюється загадковими історіями її школи. Кьон та Іцукі знаходять і оформлюють сім історій, щоб Харухі сама не понавигадувала чогось масштабного. Виклик Цуруї (яп. 鶴屋さんの挑戦) — Цуруя, нібито перебуваючи в сімейній відпустці, надсилає Бригаді SOS серію з трьох історій із власного життя. Вони насичені різноманітними загадками, а Цуруя ставить Бригаді виклик, щоб їх розгадати. Також персонажі дискутують на тему детективів.                                                                 | | | |
| 13 | Театр Судзумії Харухі (яп. 涼宮ハルヒの劇場, латиніз.: Suzumiya Haruhi no Gekijō)                             | 29 листопада 2024 978-4-04-115439-7 | 29 листопада 2024 (електронна книжка) 979-8-8554-1688-6 (електронна книжка)                                                                           |
| \| 1. ACT 1 – Fantasy 2. ACT 2 – Galaxy 3. ACT 3 – World Tour 4. FINAL ACT – Escape \| | | | |
| 1. ACT 1 – Fantasy 2. ACT 2 – Galaxy 3. ACT 3 – World Tour 4. FINAL ACT – Escape | | | |

## Манґа
Всього було дві манґа-адаптації, обидві публікувалися видавництвом Kadokawa Shoten. Перша адаптація манґаки Мідзуно Макото, що виходила в журналі Shounen Ace з травневого по грудневий випуск 2004 року, була скасована. Усього вийшов один том цієї версії, у серпні 2004 року. Друга адаптація авторства Цуґано Ґаку почала виходити з листопада 2005 року в тому ж журналі Shounen Ace і виходила до листопада 2013 року[відсутнє в джерелі], усього було видано 20 томів. 17 квітня 2008 року, видавництво Yen Press ліцензувало перші чотири томи манґи для випуску на території Англії та США. Представники видавництва заявляли, що англійська версія манґи не буде піддаватися цензурі.
З липня 2007 року[перевірити] в журналах Shōnen Ace та The Sneaker виходить офіційна пародія на оригінальну манґа-серію — йонкома Suzumiya Haruhi-chan no Yūutsu («Меланхолія Судзумії Харухі-чян»), створена манґакою Puyo. Перший том був виданий 26 травня 2008 року, останній — у грудні 2018 року, усього вийшло 12 томів. У комплекті з останнім томом йшло додаткове оповідання від Таніґави Наґару, автора серії ранобе.
Крім того, існує пародійна йонкома, Nyorōn Churuya-san, автором якої є Eretto, де головним героєм була чібі-версія Цуруї з оригінальної франшизи, що також обожнює копчений сир. Спочатку ця йонкома вийшла у трьох томах як доджінші (у серпні 2006 року, лютому 2007 року та жовтні 2007 року відповідно), потім виходила серійно у журналі Monthly Comp Ace з листопада 2008. 10 вересня 2009 року вийшло особливе видання окремого тому спінофу (танкобон), 24 вересня 2009 року — звичайне видання.
Також у форматі манґи виходив спіноф Nagato Yuki-chan no Shōshitsu (яп. 長門有希ちゃんの消失, «Зникнення Наґато Юкі-чян»), теж створений Puyo, сюжет якого відбувається в альтернативному світі, показаному в четвертому томі новел. Ця серія виходила з липня 2009 року по серпень 2016 року у журналі Young Ace, усього було видано 10 томів танкобон. Інший спіноф, створений Puyo, «Koizumi Itsuki-kun no Inbō» (яп. 古泉一樹の陰謀, Інтриги Коїдзумі Іцукі), почав виходити 18 квітня 2012 року в журналі Altima Ace, та завершився до закриття журналу в жовтні 2012 року.

## Аніме

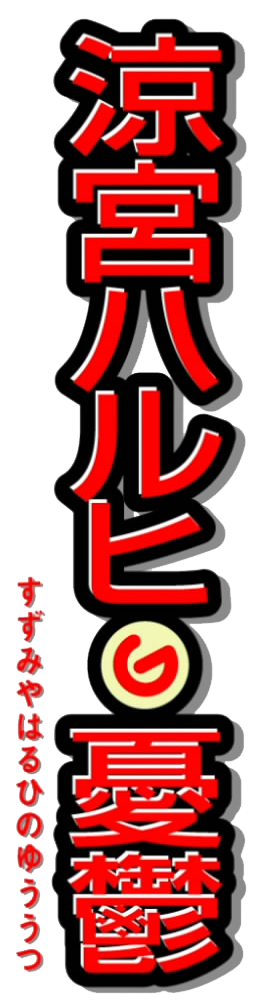
Логотип аніме-серіалу «Меланхолія Судзумії Харухі»

### Перший сезон (2006)
Прем'єра аніме-серіалу «Меланхолія Судзумії Харухі» (яп. 涼宮ハルヒの憂鬱, латиніз.: Suzumiya Haruhi no Yūutsu), створеного студією Kyoto Animation, відбулась на японському телеканалі Kadokawa Entertainment 2 квітня 2006 року. Остання, 14-та серія першого сезону вийшла 2 липня 2006 року. Серії першого сезону під час першої трансляції серіалу випускались у нелінійному порядку. Другий сезон, що теж складався з 14 серій, показувався разом із першим сезоном з 3 квітня по 9 жовтня 2009 року вже у хронологічному порядку, тобто нові серії другого сезону були показані між серій першого сезону.
Сюжет серіалу оснований на серії новел, а точніше на сюжеті першого, другого, третього, п'ятого та шостого тому оригінальної серії. Сюжет дев'ятого епізоду, «Одного разу під дощем», особисто написав Наґару Таніґава, автор ранобе, спеціально для аніме.
22 грудня 2006 аніме було ліцензовано для показу в Північній Америці компанією Bandai Entertainment. Перший DVD вийшов 29 травня 2007 року.

### Другий сезон (2009)
Вперше другий сезон «Харухі» був анонсований 7 липня 2007 року в день свята Танабата. Того дня в одній з найбільших щоденних газет Японії, Асахі Шімбун, з'явилася повносторінкова реклама другого сезону. Через декілька днів аналогічна кольорова сторінка з'явилася в журналі Newtype. 18 грудня 2007 року, на офіційному сайті аніме, haruhi.tv, залишилась лиш фейкова сторінка з помилкою 404 із п'ятьма полями введення: посилання на ключову дату в четвертому томі новели, «Зникнення Судзумії Харухі».
Ретрансляція першого сезону почалась у квітні 2009 року. Після коментаря від Teletama, однієї зі станцій, що здійснювала ретрансляцію, що ця трансляція матиме 28 епізодів, зʼявились думки, що після ретрансляції буде показаний другий сезон, проте тоді Kadokawa це не підтвердили. Перший з епізодів другого сезону, «Рапсодія листу бамбука» (яп. 笹の葉ラプソディ, Sasa no Ha Rapusodi), було трансльовано 21 травня 2009 року, як восьмий епізод ретрансляції. На відміну від трансляції першого сезону, ретрансляція відбувалась у хронологічному порядку: нові серії були показані поміж старих. Епізоди було потім показано на Youtube-каналі Kadokawa після ретрансляції, також були зроблені англійські субтитри до серій. У другому сезоні була контроверсійна сюжетна арка «Endless Eight» (Нескінченні вісім), у якій учасники Бригади SOS застрягли у часовому циклі, що триває вісім епізодів, які мають абсолютно однаковий сюжет. Bandai Entertainment ліцензували ретрансляцію у 2010 році та випустили обидва сезони у Північній Америці 14 вересня 2010 року. Manga Entertainment випустили сезон у вигляді набору з 4 DVD-дисків, де також були наявні міні-серії «Харухі-чян» у Великій Британії 4 липня 2011 року. Після закриття Bandai Entertainment у 2012, Funimation оголосили на Otakon 2014, що вони отримали ліцензію на випуск аніме-серіалу. Після придбання Crunchyroll компанією Sony, серіал з'явився на Crunchyroll.

### Спінофи
Два ONA-серіали, що базуються на пародійних манґа-серіях Suzumiya Haruhi-chan no Yūutsu (яп. 涼宮ハルヒちゃんの憂鬱, «Меланхолія Судзумії Харухі-чян») від Puyo та Nyorōn Churuya-san (яп. にょろーん☆ちゅるやさん) від Eretto були анонсовані у журналі Shōnen Ace у випуску жовтня 2008 року. Обидва серіали випускались японською мовою (з доступними англійськими субтитрами) на YouTube-каналі Kadokawa з 13 лютого по 15 травня 2009 року. Всі сейю з оригінального аніме виконували свої ж ролі у цих спінофах. Перший DVD зі спінофами був випущений у Японії 29 травня 2009 року, та пізніше, 27 серпня 2010 року — у форматі Blu-ray Disc. Ліцензію на випуск серії у форматі DVD з англійською озвучкою отримала компанія Bandai Entertainment, дубляж виконала компанія Bang Zoom! Entertainment. Перший том вийшов 5 жовтня 2010. Обидва спінофи були згодом знову ліцензовані вже Funimation, як аніме-телесеріали.
Аніме-адаптація спінофу Nagato Yuki-chan no Shōshitsu («Зникнення Наґато Юкі-чян») виробництва студії Satelight виходила з квітня 2015, ліцензію на неї отримала Funimation, після чого дубляж став виходити з травня 2015.

### Фільм (2010)
6 лютого 2010 року в японських кінотеатрах вийшов фільм, у основі сюжету якого ліг четвертий том ранобе — «Зникнення Судзумії Харухі» (яп. 涼宮ハルヒの消失, латиніз.: Suzumiya Haruhi no Shōshitsu). Він був анонсований у тизері наприкінці ретрансляції аніме-серіалу у 2009 році. Фільм також був ліцензований компанією Bandai Entertainment, яка випустила його на продаж у північноамериканському ринку 20 вересня 2011 року.

## Відеоігри
По франшизі виходили ігри на різні платформи, зокрема на гральні консолі, смартфони та фічефони.
20 грудня 2007 року, для платформи PlayStation Portable компанією Namco Bandai Games випущена гра «Обіцянка Судзумії Харухі» (яп. 涼宮ハルヒの約束, латиніз.: Suzumiya Haruhi no Yakusoku). 31 січня 2008 року компанією Banpresto була випущена пригодницька гра, «Збентеження Судзумії Харухі» (яп. 涼宮ハルヒの戸惑, латиніз.: Suzumiya Haruhi no Tomadoi) для платформи PlayStation 2, що стала 95-ю найпродаванішою грою для консолей в Японії у 2008 році із 139 425 проданими копіями.
«Ажіотаж Судзумії Харухі» (яп. 涼宮ハルヒの激動, Suzumiya Haruhi no Gekidō), розроблена компанією Kadokawa Shoten для платформи Wii, вийшла 22 січня 2009 року. «Паралельність Судзумії Харухі» (яп. 涼宮ハルヒの並列, Suzumiya Haruhi no Heiretsu), видана компанією Sega для Wii, вийшла 26 березня 2009 року. «Послідовність Судзумії Харухі» (яп. 涼宮ハルヒの直列, Suzumiya Haruhi no Chokuretsu), яку теж видали Sega, вийшла на Nintendo DS 28 травня 2009 року. У лютому 2010 року, Kadokawa Shoten випустили «The Day of Sagittarius III» у App Store. У цій грі були англійська та японська мова.
Namco Bandai Games випустили «Спогади Судзумії Харухі» (яп. 涼宮ハルヒの追想, Suzumiya Haruhi no Tsuisō) на PlayStation 3 та PSP 12 травня 2011 року. Ця гра — сиквел до фільму «Зникнення Судзумії Харухі», події гри розпочинаються невдовзі після кінцівки фільму. Було продано сумарно 33 784 копій на PS3 та PSP за перші чотири дні продажів. Персонажі з франшизи також з'являлись у грі-кросовері на PSP, Nendoroid Generation, виданої Namco Bandai Games, Good Smile Company та Banpresto. 7 липня 2011 року, на PSP вийшла «Маджонг Судзумії Харухі-чян» (яп. 涼宮ハルヒちゃんの麻雀, латиніз.: Suzumiya Haruhi-chan no Mājan, або Suzumiya Haruhi-chan no Mahjong).
На фічефони на платформі GREE виходили дві гри у соцмережах: «Єдність Судзумії Харухі» (вийшла 15 червня 2011 року; яп. 涼宮ハルヒの団結, латиніз.: Suzumiya Haruhi no Danketsu) та «Реінкарнація Судзумії Харухі» (вийшла 28 червня 2012 року; яп. 転生, латиніз.: Suzumiya Haruhi no Tensei).

## Музика

### Саундтрек до аніме-адаптації

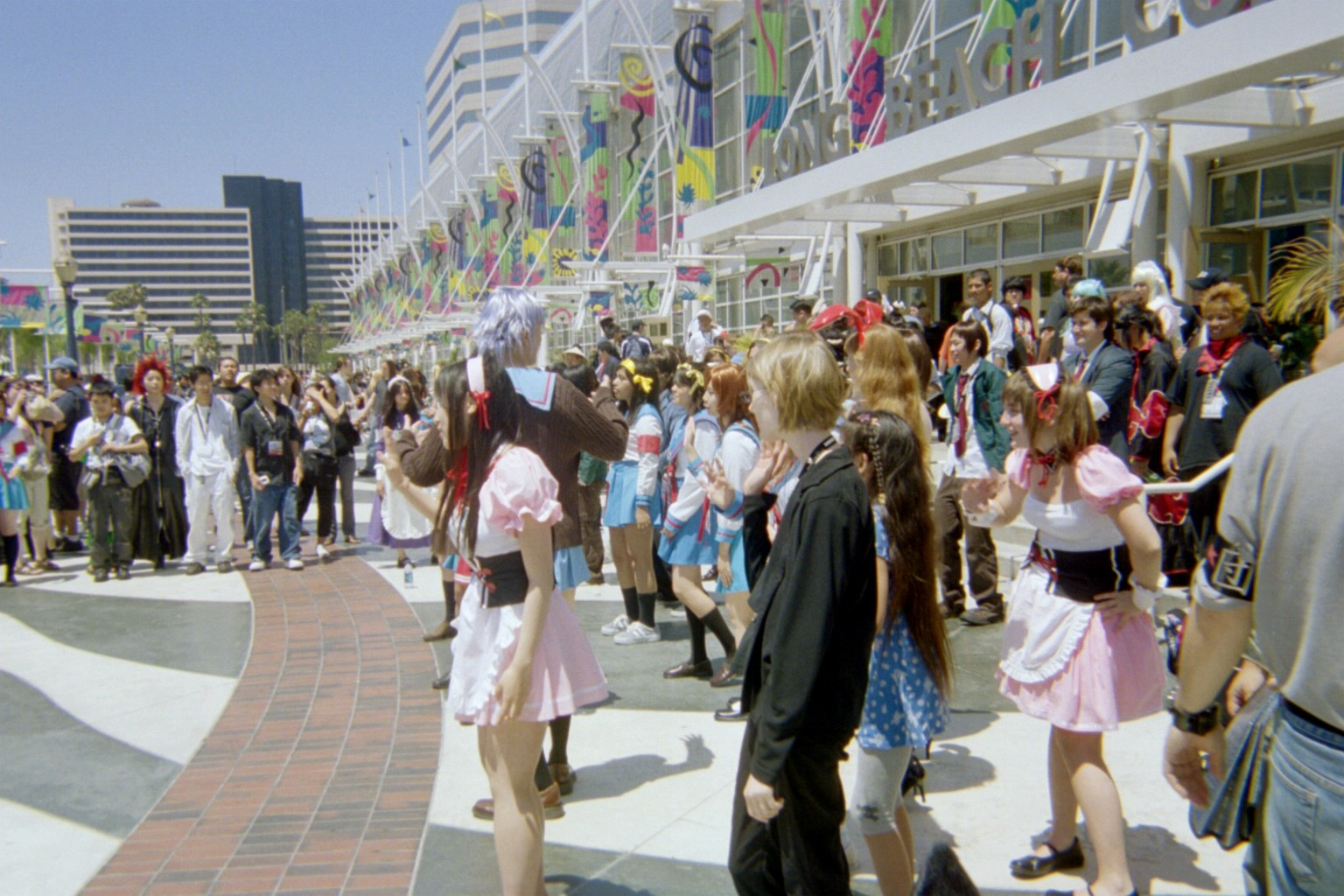
Фанати «Судзумії Харухі» співають та виконують танець «Hare Hare Yukai» (Anime Expo 2007)

Перший сезон аніме має дві вступні композиції: «Koi no Mikuru densetsu» (яп. 恋のミクル伝説, досл. «Любовна легенда Мікуру») — звучить в першому епізоді, виконує Ґото Юко та «Bōken Desho Desho» (яп. 冒険でしょでしょ？, досл. «Це ж пригода, правда? Правда?») — звучить у всіх інших епізодах, виконує Хірано Ая. Головна завершальна композиція «Hare Hare Yukai» (яп. ハレ晴レユカイ, досл. «Сонячне Сонячне Щастя»), яку виконують Хірано Ая, Чіхара Мінорі та Ґото Юко. У чотирнадцятому епізоді в кінці натомість грає розширена версія «Bōken Desho Desho». У епізодах другого сезону, що вийшли у 2009, вступна тема — «Super Driver», теж виконана Хірано, а завершальна — «Tomare!» (яп. 止マレ!, досл. «Зупинись!»), виконана Хірано, Чіхарою і Ґото. Пісня «Super Driver» була випущена як сингл 22 липня 2009, а «Tomare!» — 26 серпня 2009. «Bōken Desho Desho» була вступною темою фільму Зникнення Судзумії Харухі. Кінцева тема — «Yasashii Bōkyaku» (яп. 優しい忘却, досл. «Ніжне забуття») у виконанні Чіхари.
В аніме присутні також інші музичні композиції, наприклад «God Knows…» та «Lost My Music» які виконує Хірано Ая в дванадцятій серії. У сьомій серії звучить частина «Симфонії № 4» Петра Чайковського. В 13 епізоді присутня «Симфонія № 7 (Ленінградська)» Дмитра Шостаковича, а в чотирнадцятому епізоді звучить «Симфонія № 8» Густава Малера.
18 березня 2007 року в залі «Omiya Sonic City» (Токіо, Японія) відбувся великий концерт з виступом сейю з «Меланхолії Судзумії Харухі». Дія тривала близько 4 годин. DVD-запис концерту було випущено 27 липня 2007. Спершу на сцену вийшли режисер та дизайнери — кожен сказав кілька слів про те, як створювали Меланхолію і про свою роль в процесі. Після концерту, Ішіхара Тацуя (режисер) та Ікеда Акіко (дизайнер персонажів) розповіли про свою роль і про кожного персонажа. В цей час на екрані були показані деякі сцени з аніме.

### Інше
Вступна тема ONA-спінофу, «Меланхолія Судзумії Харухі-чян» — «Ima Made no Arasuji» (яп. いままでのあらすじ, «Підсумок попередніх подій»), а завершальна — «Atogaki no Yō na Mono» (яп. あとがきのようなもの, «Щось на кшталт післямови»), обидві виконують Хірано Ая, Чіхара Мінорі, Ґото Юко, Суґіта Томокадзу та Оно Дайсуке. Сингл із цими двома піснями було випущено 20 квітня 2009 року. Також було випущено три сингли, пов'язаних з іншим ONA-спінофом, Nyoro-n Churuya-san, у виконанні Мацуока Юкі.
Також компанія Lantis за мотивами аніме випустила три радіопостановки-аудіодрами.
8 листопада 2024 року, на офіційній сторінці ранобе у мережі X було оголошено про збір коштів на нову пісню по франшизі та супровідний кліп, що триватиме з листопада по січень наступного року. Ціль коштів було зібрано у перший же день збору. Усього було випущено три пісні, у виконанні акторів озвучування п'ятьох головних персонажів: «Mutekiteki Happiness» (англ. Invincible(ish) Happiness!, досл. «(Наче) невразливе щастя!»), «Chasing destiny», та «Colorful Starting Line». До перших двох пісень музику написав Сатору Косакі, що був композитором деяких пісень з аніме-серіалу, а до «Colorful Starting Line» — Цубаса Іто.

## Сприйняття

### Продажі
Станом на вересень 2007 року, було продано близько 4 300 000 копій книг серії. 2011 року, продажі новел та манґи в усьому світі сягнули 16,5 млн друкованих екземплярів, а в Японії було продано понад 1 000 000 копій першого тому. 2006 року, перші сім томів серії опинились у списку бестселерів, складеному сайтом Amazon.com, а у 2008 році серія посіла 7-ме місце у рейтингу ранобе за кількістю продажів.
У грудні 2006 року, аніме «Меланхолія Судзумії Харухі» було визнано одним з найпопулярніших у Японії за версією журналу Newtype USA. Було продано понад 70 000 та 90 000 копій перших двох DVD-комплектів відповідно, станом на серпень 2006. У списку «Top Ten Anime of 2007», складеному сайтом IGN, аніме опинилось на п'ятому місці. Аніме-серіал опинився на 4 місці у публічному опитуванні на тему найулюбленішого телесеріалу на сайті TV Asahi у 2006 році. Наприкінці 2007 року, продажі сьомого видання серіалу склали 45 000 копій. Аніме також опинулось у списку найпродаваніших анімацій-DVD-релізів 2007 року японського сайту Business Online.

### Нагороди
Перша ранобе серії, «Меланхолія Судзумії Харухі», здобула головну нагороду на 9-му фестивалі Sneaker Awards.
Аніме виграло премію Animation Kobe у 2006 році, а у 2010 році нагороду цієї ж премії за номінацією «Theatrical Film Award» отримав фільм «Зникнення Судзумії Харухі». Разом із «Код Ґіасс» та «Зошитом Смерті», Меланхолія Судзумії Харухі була названа одним із найкращих серіалів у щорічній церемонії Tokyo Anime Awards, у 2007 році. Хірано Ая, що озвучила Харухі, здобула нагороду у номінації «Найкраща акторка озвучки». Також вона здобула нагороду на церемонії вручення премії Seiyu Awards як «Найкраща сейю головної ролі» у 2007. Спінофи «Меланхолія Судзумії Харухі-чян» та Nyorōn Churuya-san отримали нагороди «Network Award» на 14-й церемонії Animation Kobe у 2009 році.

### Відгуки і критика

#### Аніме-адаптація
Критики ANN написали кілька рецензій на аніме-серіал. Терон Мартін писав, що серед усіх дивацтв серіалу особливо виділяються центральні персонажі. Як плюси він відзначив гладку і деталізовану анімацію і ненав'язливий саундтрек. Наприкінці огляду він зазначив, що багато аспектів аніме можуть викликати дискусії; серіал, на думку рецензента, призначений переважно для отаку і новоспеченими шанувальниками аніме може бути не сприйнятий. Люк Керролл вирішив, що чарівність цього серіалу походить від ексцентричної натури і вчинків Харухі. Порівняно з іншими аніме-серіалами «Меланхолія Судзумії Харухі» був названий одним із найкращих — «з хорошим гумором і красивим малюнком». На гумор серіалу звернув увагу також і Карл Кімлінджер; на його думку, коментарі Кьона відіграють головну роль у ньому.
Оглядач журналу Newtype USA Кріс Джонстон зазначав, що унікальність аніме, що відрізняє його від звичайної шкільної комедії, полягає в бездоганному стилі та незвичному форматі серіалу, коли знайомі архетипи персонажів поставлені в нестандартні ситуації. Він заявив, що «глядачеві обов'язково потрібно подивитися це аніме, щоб зрозуміти половину всіх жартів цього жанру, які будуть присутні в найближчі роки».
Оглядач THEM Anime Reviews Карлос Росс вважає першу серію «найдивнішим початком», який він коли-небудь бачив. Нестандартний порядок показу серій, на думку рецензента, здатний заплутати глядацьку аудиторію. Загалом позитивно оцінивши перший сезон, оглядач підсумував, що «Меланхолію Судзумії Харухі», яка «здатна позбавити від нудьги навіть найпохмуріших шанувальників», можна назвати як завгодно, але тільки не меланхолією.
Втім, другий сезон аніме-адаптації Карлос Росс оцінив посередньо, переважно через арку Endless Eight, епізоди якої є практично однаковими. Терон Мартін в огляді на другий сезон аніме порадив після вже третьої серії цієї арки активно перемотувати відео вперед. Інший оглядач THEM, Аллен Муді, ще більш критично оцінив другий сезон, та описав увесь сезон, як «невтішне продовження». Але Терон Мартін в цілому скоріше позитивно оцінює другий сезон, зокрема арку «Зітхання Судзумії Харухі», де персонажі знімають фільм, показаний у першому епізоді. Також він хвалить музичний супровід та технічну складову, хоч і зазначає, що вони відстають від першого сезону.
Нік Крімер у своєму пізнішому огляді на увесь аніме-серіал в ANN написав про цікаве використання науково-фантастичних сторін сюжету, але підсумував, що серіал не витримав випробування часом та нині є скоріше постраждалим від успіху артефактом історії аніме, ніж чимось саме по собі цікавим для перегляду.

### Культурний вплив

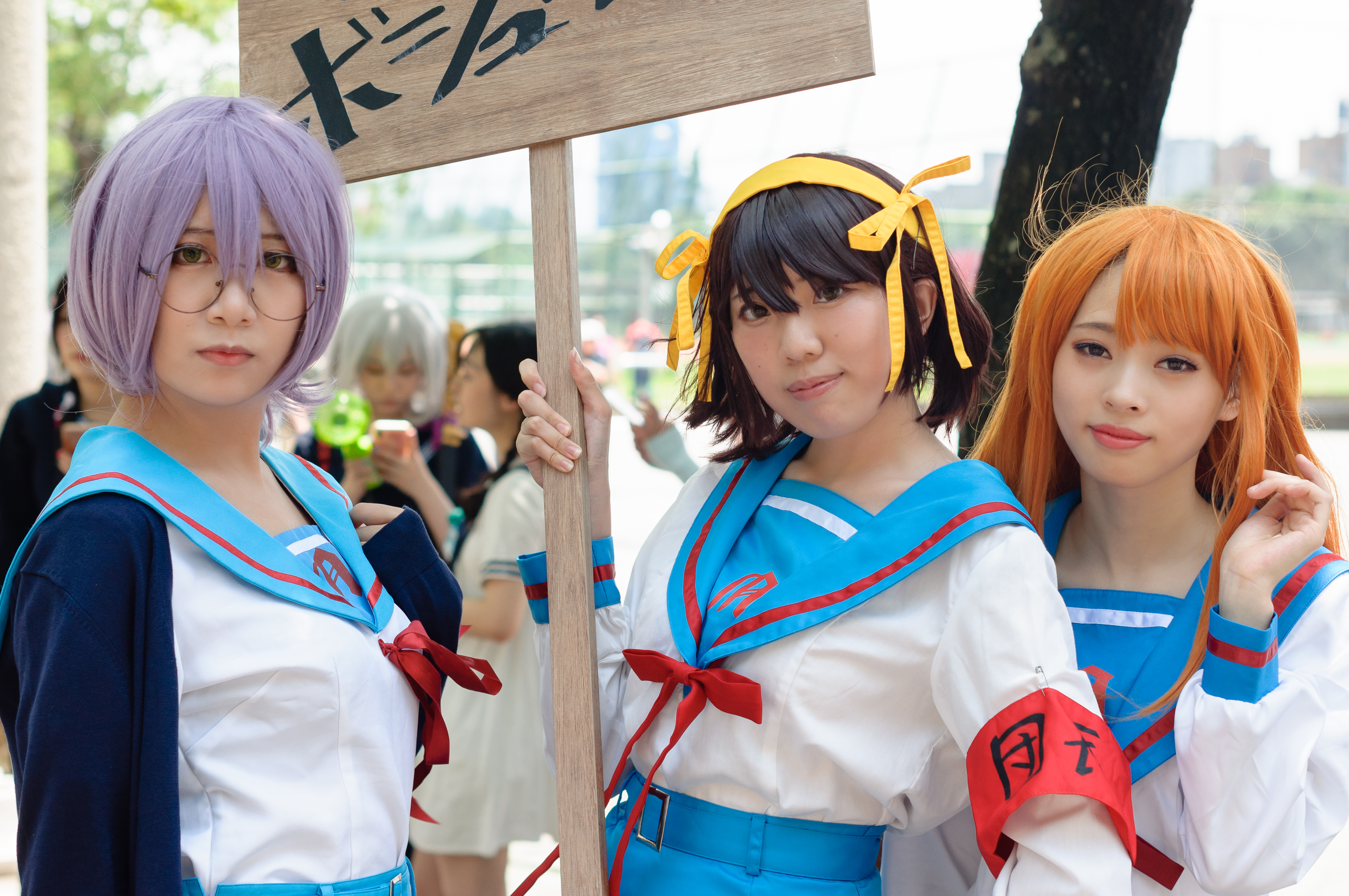
Косплеєрки в ролях (зліва направо) Юкі Наґато, Судзумії Харухі та Асахіни Мікуру.

Франшиза Судзумії Харухі дуже популярна у Японії, та стала культовою. В грудні 2006 року журнал Newtype назвав «Меланхолію Судзумії Харухі» найпопулярнішим аніме в Японії. Фанати жартівливо називають захоплення серією «харухізмом» (англ. Haruhiism). Продаж DVD-версії аніме в Японії до серпня 2006 року склали 70 000 та 90 000 копій для першого та другого диску відповідно. 2006 року телеканалом TV Asahi було проведено онлайн-голосування ТОП 100 найкращих аніме всіх часів, де «Меланхолія» отримала четверте місце.
Нехронологічний порядок трансляції аніме став натхненням для математичної проблеми: «Яку найменшу можливу кількість епізодів „Харухі“ необхідно переглянути, аби побачити 14 епізодів у всіх можливих порядках?» У 2011 році, «Проблема Харухі» спонукала анонімного користувача 4chan знайти відповідь: користувач обчислив доведення мінімальної довжини суперпермутацій, і таким чином розв'язав проблему, яка залишалась нерозв'язаною з 1993 року. Відповіддю було число близько 93 млрд (від 93884313611 до 93924230411 епізодів). Перегляд такої кількості епізодів тривав би 4,3 млн років.
Резонанс серед глядачів серіалу також викликала арка другого сезону «Endless Eight» (яп. エンドレスエイト), в якій у восьми серіях підряд однаковий сюжет; Ці серії викликали подив і навіть роздратування. Серії цієї арки, насправді, відрізняються у деталях: одяг персонажів, місця, які вони займають у кафе, графічні образи персонажів тощо.
На ICv2 відзначалось, що історії про Судзумію Харухі стали популярними як у Японію, так і в усьому світі; те ж саме заявив Кріс Беверідж на сайті Mania.com. На книги й аніме були придбані ліцензії для поширення в інших країнах. Існує чимало продукції для фанатів серії (брелоки, плюшеві іграшки, статуетки, футболки). Також відомі в Японії та інших країнах косплеєри звертають увагу на персонажів серії.
Lucky Star має значну кількість посилань на франшизу Судзумії Харухі, а головна героїня, Ідзумі Коната, є фанаткою Харухі.
Кера Деннісон з Otaku USA у 2021 році писала, що серія стала настільки популярною, що вона свого часу спричинила бум ранобе, а її аніме-адаптація змусила глядачів звернути увагу на студію, що її створила — Kyoto Animation.